# Reäkshäjävrik
Uhtsa Fallejavri eller Reäkshäjävrik är sjöar i Finland. De ligger i kommunen Utsjoki i landskapet Lappland, i den norra delen av landet, 1 100 km norr om huvudstaden Helsingfors. Uhtsa Fallejavri ligger 294,8 meter över havet. Arean är 23,4 hektar och strandlinjen är 4,06 kilometer lång. Sjön  ingår i Tana älvs huvudavrinningsområde.   Omgivningarna runt Uhtsa Fallejavri är i huvudsak ett öppet busklandskap.